# Santa Croce di Magliano
Santa Croce di Magliano ist eine italienische Gemeinde (comune) mit 3915 Einwohnern (Stand 31. Dezember 2023) in der Provinz Campobasso in der Region Molise. Die Gemeinde liegt etwa 31,5 Kilometer nordöstlich von Campobasso und grenzt unmittelbar an die Provinz Foggia (Apulien). Der Fortore bildet die östliche Gemeindegrenze.

## Geschichte
Erstmals urkundlich erwähnt wird der Ort 1266 in einer Urkunde als Lehen des Klosters Sankt Eustachius in Pantasia.